# Roberto Sobrinho
Roberto Eduardo Sobrinho (São Paulo, 22 de julho de 1959) é um político brasileiro.

## Biografia
Casado e pai de cinco filhos, é formado em psicologia, com mestrado em engenharia de produção pela Universidade Federal de Santa Catarina.
Aos 16 anos, começou a militar no movimento estudantil secundarista e universitário, iniciando em seguida sua carreira partidária filiando-se ao Partido dos Trabalhadores. Mudou-se para Rondônia em 1983, onde se especializou em gestão escolar e, em 1984, passou a dar aulas no SESC.
Em Porto Velho, participou do movimento sindical, ajudando a fundar a Associação dos Professores de Porto Velho, embrião do Sindicato dos Trabalhadores em Educação de Rondônia (Sintero), onde é reconhecido pela unificação de todas as profissões exercidas em estabelecimentos de ensino em uma única categoria. Na mesma época, ajudou a fundar a CUT (Central Única dos Trabalhadores) no Estado. Durante vários anos, foi dirigente da central em Rondônia.
Entre 1998 e 2002 foi consultor do Pnud (Programa das Nações Unidas para o Desenvolvimento) nas áreas de educação e reforma agrária.
Em 2001, assumiu a Secretaria Municipal de Educação de Porto Velho, onde ficou por três anos e seis meses.

## Política
Roberto Sobrinho foi eleito prefeito de Porto Velho (RO), com 54,31% dos votos em 2004 e foi reeleito no primeiro turno em 2008 para mais um mandato com 59,51% dos votos válidos. Como prefeito inaugurou o Centro de Especialidades Médicas e construiu mais de 400 quilômetros de ruas asfaltadas. Durante seu mandato como prefeito Sobrinho conseguiu um índice de aprovação de 65% da população, dados coletados pelo Instituto IstoÉ/Databrain. Em 2012 Roberto alcançou 72% de aprovação segundo pesquisa IBOPE. Sobrinho recebeu o prêmio internacional no Salon du Brésil em Paris, ele foi indicado pelo Instituto Brasileiro de Administração Pública - IBAP.[carece de fontes?]
No dia 9 de abril de 2013, Sobrinho foi preso, acusado de fraudes em licitações em Porto Velho. E, no dia 10 de abril de 2013 foi solto após o Tribunal de Justiça de Rondônia conceder-lhe o Habeas Corpus. Em 2014, foi candidato a deputado federal, mas não conseguiu ser eleito, ficando em 18º lugar com apenas 16.811 votos. Apesar do resultado, conseguiu ser o terceiro mais votado na capital, Porto Velho. Em 2016, foi candidato a prefeito pelo PT sem coligação. Apesar de ter sua candidatura indeferida por conta da Lei da Ficha Limpa, teria ficado em 5º lugar com 26.629 votos que não foram contabilizados como votos válidos.